# Loletta Lee
Loletta Lee és una actriu eròtica xinesa nascuda el 8 de gener de 1966 a Hong Kong que també ha fet servir els noms artístics de Rachel Lee (xinès: 李麗珍) i també Loretta Lee. Va començar la seva carrera cinematogràfica, l'any 1983, en pel·lícules de Hong Kong en petits papers. A Devoted to you (1986) ja va interpretar un rol més important. Fins a l'any 1990 acostumava a interpretar el paper de joveneta. En els crèdits amb el nom artístic de Rachel Lee, pel seu personatge Sow Fung-tai, en el film Ordinary heroes del 1999 ambientada en l'activisme social en el llavors Hong Kong colonial, va rebre el Premi Golden Horse del Festival de cine de Taipei del mateix any com a millor actriu. Casada amb Clarence Hui (許愿) el matrimoni no va durar gaire. La parella es va divorciar aviat després de tenir la seva filla. Anys més tard es va retrobar amb Calvin Poon (潘 源 良).amb el qual ja havia tingut relacions. En una entrevista a la revista FHM va informar de la seva ascendència indonèsia.

## Filmografia
- Merry Christmas (1984) com a Jane Mak
- Before Dawn (1984) ... Margaret
- Shanghai Blues (1984) ... Stutterer
- The Happy Ghost (1984) ... Flower / Juliet [intro]
- Everlasting Love (1984) ... Lulu Leung
- The Flying Mr. B (1985) ... Dodo
- The Isle of Fantasy (1985) ... Jane
- For Your Heart Only (1985) ... Jane Yu
- Crazy Games (1985)
- Passion (1986) ... Lina
- My Family (1986) ... Macdonna
- Kiss Me Goodbye (1986) ... Icy
- Devoted to You (1986) ... Jane Lee
- You OK, I'm OK! (1987) ... Manager Tao's one-nite-stand
- Porky's Meatballs (1987) ... Jane Li
- Final Victory (1987) ... Mimi
- It's a Mad, Mad, Mad World (1987) ... Loletta
- Mr. Vampire Saga Four (1988) ... Ching-ching
- It's a Mad, Mad, Mad World II (1988) ... Loletta
- Classmate Party (1988)
- Bless This House (1988) ... Jane Cheung / Jane Chang
- Keep on Dancing (1988) ... Yun Yun [cameo]
- Mr. Coconut (1989) ... Shampoo commercial girl
- It's a Mad, Mad, Mad World III (1989) ... Loletta / Jean Lui
- Running Mate (1989)
- The Wild Ones (1989) ... Mildred Lo
- Little Cop (1989) ... Air stewardess
- Happy Ghost IV (1990) ... Student
- The Dragon from Russia (1990) ... Pearl
- Saga of the Phoenix (1990) ... Tan's sister
- Jail House Eros (1990) ... Jane Chan
- Goodbye Hero (1990)
- Chicken a La Queen (1990) ... PK
- The Banquet (1991) ... Girl at table
- Off Track (1991) ... Ann
- Forbidden Arsenal (1991) ... Edna
- Shanghai 1920 (1991)
- Gun n' Rose (1992) ... Loletta
- It's a Mad Mad Mad World Too! (1992) ... Loletta
- Pom Pom and Hot Hot (1992) ... Chia Shi
- All's Well End's Well (1992) ... One of Foon's girlfriends
- Summer Lover (1992) ... Janet
- The Musical Vampire (1992) ... Chu-Chu
- Angel of the Road (1993)
- Crazy Love (1993) ... Jane
- Happy Partner (1993)
- Legend of the Liquid Sword (1993) ... Batman's helper
- The Spirit of Love (1993)
- Remains of a Woman (1993) ... Annie Cheung
- Pink Bomb (1993) ... Li Sin-Yi
- Young Wisely 1 (1993)
- Why Wild Girls (1994) ... Jane Ma
- Girls Unbutton (1994) ... Jenny
- Young Wisely 2 (1994)
- Deep in Night (1995) ... Chan Fong Chi
- Highway Man (1995) ... Carman
- Those Were the Days (1996) ... Minie (adult)
- Once Upon a Time in Triad Society (1996)
- Sexy and Dangerous (1996) ... Marble
- Bloody Friday (1996) ... Maggie
- Sex & Zen II (1996) ... Sai Moon-Yau
- Ordinary Heroes (1999) ... Sow Fung Tai (So Fung)
- Funny Business (2000) ... Herself
- Nightmares in Precinct 7 (2001) ... Oscar
- Esprit D'Amour (2001) ... Winnie Tsang
- Killing End (2001) ... June Wong
- The Dark Tales (2001)
- Love in Garden Street (2002) ... Rachel
- Market's Romance (2002) ... Mud Carp
- Love Is Butterfly (2002) ... Coco
- Happy Mother (2002) ... Guo Xinli
- My Troublesome Buddy (2003) ... Tina Tung Fai
- Give Them a Chance (2003) ... Hotel registration clerk
- Laughter of Water Margin - Treasure Quest (2003)
- Laughter of Water Margin - Stolen Golden Ball (2003) ... Wu Song
- Silly Kung Fu Family (2004) ... May
- Gun Affinity (2004) ... Officer Tian Lei
- A Wondrous Bet (2005) ... Nancy Lu Wah Nan
- Two Women (2005) ... Sun Er Liang
- My Cop (2006)
- The Pye-Dog (2007) ... mare de 	Wang
- Red River (2009) ... Shui
- Magic to Win (2011) ... mare de Bi
- Anniversary (2015) ... Li[1]